# Oryctanthus asplundii
Oryctanthus asplundii är en tvåhjärtbladig växtart som beskrevs av J. Kuijt. Oryctanthus asplundii ingår i släktet Oryctanthus och familjen Loranthaceae. Inga underarter finns listade i Catalogue of Life.